# Vasco da Gama (Rio de Janeiro)
Pour les articles homonymes, voir Vasco da Gama et Gama.
Vasco da Gama est un quartier de Rio de Janeiro au Brésil. Créé en l'honneur du centenaire du Club de Regatas Vasco da Gama, en 1998, c'est là que se trouvent le siège du club et le célèbre stade, communément appelé Stade São Januário, en raison de la Rue São Januário, qui borde le stade ; étant séparé de la partie orientale du district impérial de São Cristóvão.